# Cal Fantasia
Cal Fantasia és una masia del terme municipal de Castellcir, a la comarca catalana del Moianès.
Cal Fantasia és el nom modern de la masia. Anteriorment, des de la construcció a la primera part del segle xix es coneixia amb el nom de la Casa Nova de Brugueroles i, en algun document, Casanoves.
Està situada en el sector sud-occidental del terme, a prop del termenal amb Castellterçol. És a la dreta del torrent de la Vall Jussana, al sud-oest del Grony del Vilardell, al sud-est de la masia de Brugueroles.
Al sector nord de la masia hi ha la Quintana de Cal Fantasia, al sud-oest el Fornot de Cal Fantasia, i a llevant, a baix del torrent, la Font de Cal Fantasia.
S'hi accedeix des de la carretera BV-1310 al Coll de Mosca, des d'on surt el Camí de Brugueroles cap a les Granges, passa pel costat nord-est d'aquesta explotació, i quan aquest camí gira cap al sud-oest, un trencall se'n va cap al sud, i va cercar la carena llevant de Brugueroles. Quan el camí arriba a l'altura de la masia de Brugueroles, una altra pista surt cap al sud-est, i mena a Cal Fantasia en uns tres-cents metres de recorregut de forta baixada.